# Здено Хара
Здено Хара (словац. Zdeno Chára; 18 березня 1977, м. Тренчин, ЧССР) — словацький хокеїст, захисник.
Вихованець хокейної школи «Дукла» (Тренчин). Виступав за «Дукла» (Тренчин), «Спарта» (Прага), СХК «37 П'єштяни», «Прінс-Джордж Кугарс» (ЗХЛ), «Нью-Йорк Айлендерс», «Кентуккі Торафблейдс» (АХЛ), «Лоуелл-Лок Монстерс» (АХЛ), «Оттава Сенаторс», «Фер'єстад» (Карлстад), Лев Прага, «Бостон Брюїнс», «Вашингтон Кепіталс».
В чемпіонатах НХЛ — 1007 матчів (137+322), у турнірах Кубка Стенлі — 107 матчів (10+29).
У складі національної збірної Словаччини провів 72 матчі (7 голів); учасник зимових Олімпійських ігор 2006 і 2010 (13 матчів, 1+4), учасник чемпіонатів світу 1999, 2000, 2001, 2004, 2005, 2007 і 2012 (55 матчів, 8+6), учасник Кубка світу 2004 (4 матчі, 0+2). 
Досягнення
- Срібний призер чемпіонату світу (2000, 2012)
- Володар Кубка Стенлі (2011)
- Срібний призер чемпіонату Швеції (2005)
- Учасник матчу всіх зірок НХЛ (2003, 2007, 2008, 2009, 2011)
- Володар Пам'ятного трофея Джеймса Норріса (2009)
- Найкращий хокеїст Словаччини (2009, 2011).